# James Hamilton, 4.º Duque de Abercorn
James Edward Hamilton, 4.º Duque de Abercorn (29 de fevereiro de 1904 – 4 de junho de 1979), intitulado Visconde Strabane até 1913 e Marquês de Hamilton entre 1913 e 1953, foi um nobre britânico.

## Infância e educação
Abercorn nasceu em 1904 na 15 Montagu Square, Londres, filho de James Hamilton, 3.º Duque de Abercorn e de Rosalind Cecilia Caroline Bingham. Herdou os títulos de nobreza do pai a 12 de setembro de 1953.
Foi educado em Eton e no Royal Military College, Sandhurst.

## Carreira
Após Sandhurst, Lorde Hamilton foi comissionado nos Grenadier Guards, onde alcançou o posto de capitão.
Em 1946, foi eleito para o Conselho do Condado de Tyrone, serviu como High Sheriff de Tyrone e, em seguida, serviu no Senado da Irlanda do Norte.
Tornou-se Lorde Tenente do Condado de Tyrone após a morte do pai, cargo que ocupou até ao final da vida.
Foi nomeado coronel honorário do 5.º Batalhão, Royal Inniskilling Fusiliers (uma unidade do Exército Territorial), e faleceu aos 75 anos.
Foi ativo na vida pública na Irlanda do Norte. Foi presidente dos curadores do Museu de Ulster de 1962 a 1979 e Chanceler da Universidade de Ulster de 1970 a 1979. Foi presidente da Royal Forestry Society de 1954 a 1966 e também serviu como presidente da União Internacional de Dendrologia (mais tarde Sociedade Internacional de Dendrologia).

## Casamento e descendência
Em 1928, Abercorn casou com Kathleen Crichton (1905–1990), filha de Henry Crichton, Visconde Crichton (1872–1914, filho do 4.º Conde Erne e pai do 5.º Conde Erne) e Mary Cavendish Grosvenor (1883–1959, filha do 1.º Duque de Westminster).
Tiveram dois filhos e uma filha:
- Moyra Kathleen Hamilton (1930–2020), dama de honra na coroação da Rainha Isabel II;[4]
- James Hamilton, 5.º Duque de Abercorn (nascido em 1934);
- Claud Anthony Hamilton (nascido em 1939), que foi nomeado Tenente Adjunto do Condado de Fermanagh em 1978; foi High Sheriff de Fermanagh em 1990 e foi feito Justice of the Peace para o condado em 1991. Em 1982, casou com Catherine Janet Faulkner (sobrinha de Lorde Faulkner of Downpatrick). Tiveram um filho e uma filha.[4]